# 木場澄江
木場 澄江（こば すみえ）は、ソプラノ声楽家。

## 略歴
東京藝術大学音楽学部声楽科卒。二期会を経て、ウィーン国立音楽大学に留学。修学後は、演奏活動、多数CD録音の他、ミュンヘンでの「手工芸メッセ」では開幕に際し、ミュンヘン市長、クリスティアン・ウーデを始め、バイエルン州政治家他に日本歌曲を歌唱、また「札幌－ミュンヘンの姉妹都市交流」の日本代表を務める。
フランスのファッション雑誌「Marie claire」（マリ・クレール）2002年3月号（ドイツ、スイス、オーストリア版）に「ドイツで活躍する女性音楽家」として取り上げられ、2006年には、ドイツ開催のサッカーワールドカップ写真展「参加国の人々」„Faces - Peaceful Colours of Cultures“で日本人代表に選ばれ、2週間に渡りポツダム広場に大写真が掲げられた。クラシック以外にも、ワーナーミュージックのアニメ音楽CDの録音もある。写真やインタビューを含むドイツでの新聞掲載は、南ドイツ新聞、ライン新聞（Rheinische Post）、ミュンヘン メルクール新聞（Münchner Merkur）、アール新聞、シュトラウビング新聞、エーバースベルク新聞、ミュンヘン日本人会会報等、多々。
声楽以外の活動では、ドイツ、バイエルン州の日独協会（ドイツでは「独日協会」）記念式典のドイツ語司会、ドイツのトヨタの記念式典のドイツ語司会兼歌唱演奏等、執筆、翻訳を含め、活躍を広げている。

## 参照元
1. ↑  アウディアムス ドイツ
2. ↑  CD（2007年9月7日時点のアーカイブ）
3. ↑  ワールドカップ写真展　„Faces - Peaceful Colours of Cultures“　ベルリン　ポツダム広場開催
4. ↑  ディーズゴー ドイツ時事執筆（2010年3月7日時点のアーカイブ）